# Meade Nunatak
Meade Nunatak är en nunatak i Antarktis. Den ligger i Östantarktis. Storbritannien gör anspråk på området. Toppen på Meade Nunatak är 990 meter över havet.
Terrängen runt Meade Nunatak är platt norrut, men söderut är den kuperad. Terrängen runt Meade Nunatak sluttar norrut. Trakten är obefolkad. Det finns inga samhällen i närheten.